# Belgisch kampioenschap wielrennen voor onafhankelijken

De Belgische kampioenentrui

Het Belgisch kampioenschap wielrennen voor onafhankelijken was een jaarlijkse wielerwedstrijd in België voor renners met Belgische nationaliteit. Er werd gereden voor de nationale titel.
In 1911 richtte de KBWB deze nieuwe categorie op als verplichte overgang tussen amateurs en professionals, enkel aan grote talenten werd de rechtstreekse overgang toegelaten. In het begin werden er in België vele wedstrijden georganiseerd speciaal voor deze categorie wielrenners. Later nam dit aantal sterk af en mochten de renners ook deelnemen aan de minder belangrijke wedstrijden voor de profs. Tijdens de Tweede Wereldoorlog werd dit Belgisch kampioenschap tijdelijk vervangen door het Belgisch kampioenschap voor profs B.
Indien een wielrenner binnen deze categorie meerdere malen wist te winnen, werd hij verplicht om het volgende seizoen beroepsrenner te worden. Hierdoor stroomden de getalenteerde renners dan ook snel door naar de profs. De overigen bleven in deze categorie rijden, waardoor het succes van deze categorie snel afnam. De onafhankelijken werden dan ook afgeschaft in 1965. De renners uit deze categorie namen vanaf dan deel aan het kampioenschap voor Internationale Liefhebbers.

## Erelijst
| Jaar | Plaats             | Winnaar                  | 2de                      | 3de                   |
| 1965 | Libramont          | Noël Vanclooster         | Herman Vrancken          | Jos Boons             |
| 1964 | Herentals          | Mathieu Maes             | Jan Nolmans              | Julien Van De Laer    |
| 1963 | Waret-la-Chaussée  | Fernand Deferm           | Julien Haelterman        | Theo Verschueren      |
| 1962 | Mortsel (Oude God) | Roland Aper              | Jan Lauwers              | Frans Van Immerseel   |
| 1961 | Hannuit            | Joseph Wouters           | Jos Geurts               | Antoon Declerck       |
| 1960 | Gits               | Gabriel Deloof           | Lode Troonbeeckx         | Kamiel Lamote         |
| 1959 | Templeuve          | Jan Palmans              | Emile Daems              | Henri Dewolf          |
| 1958 | Tongeren           | Frans De Mulder          | Edward De Cauwer         | Roger Vindevogel      |
| 1957 | Zele               | Nico Lapage              | Henri Van Den Bossche    | Jozef Janssens        |
| 1956 | Virton             | Julien Schepens          | Francis Kemplaire        | Raymond Vrancken      |
| 1955 | Terhulpen          | Roger Baens              | René Van Meenen          | Leopold Debusscher    |
| 1954 | Grand-Leez         | Willy Truye              | Lucien Demunster         | Jozef Pansar          |
| 1953 | Antwerpen          | Gustaaf Van Vaerenbergh  | Jules Van den Brande     | Frans Schoubben       |
| 1952 | Hoei               | Jan De Valck             | Henri Denys              | Aloïs Deloor          |
| 1951 | Tiegem             | Boudewijn Devos          | Jan De Valck             | Alfons Van den Brande |
| 1950 | Charleroi          | Jean Van Lancker         | Lucien Deman             | Maurice Joye          |
| 1949 | Genk               | Robert Vanderstockt      | Leopold Verhaegen        | Roger Decock          |
| 1948 | Deinze             | Charles Van Dormael      | Jean Bolly               | Joseph Verhaert       |
| 1947 | Morkhoven          | Jan Verpeut              | Lode Anthonis            | Hilaire Couvreur      |
| 1946 | Brussel            | Lionel Vanbrabandt       | Florent Mathieu          | Raymond Impanis       |
| 1945 | Brussel            | Lucien Mathys            | Raymond Desmedt          | Em. Goutier           |
| 1944 | niet gereden       | niet gereden             | niet gereden             | niet gereden          |
| 1943 | Ciney              | Marc Ryckaert            | Roger Decorte            | Jules Boeykens        |
| 1942 | Dinant             | René Janssens            | Roger Dujardin           | Leo Verschueren       |
| 1941 | Kessel-Lo          | Jef Moerenhout           | Lode Bisschops           | Lode Poels            |
| 1940 | Wilrijk            | Ward Peeters             | Edward Van Dijck         | Roger Cnockaert       |
| 1939 | Floreffe           | André Declerck           | Albert Coninckx          | Robert Degheit        |
| 1938 | Geldenaken         | Achiel De Backer         | Albert Carrier           | Jos Onckelincx        |
| 1937 | Floreffe           | Albert Ritserveldt       | Albert Carrier           | Karel Van Stichelen   |
| 1936 | Ligny              | Corneel De Coster        | Rene Walschot            | Joseph Somers         |
| 1935 | Deinze             | Camille Muls             | Albert-Karel Tersago     | Marcel Kint           |
| 1934 | Deinze             | Philemon-Frans Spiessens | Kamiel Van Den Driessche | Cyriel Vandenberghe   |
| 1933 | Dison              | Gustave Danneels         | Robert Monty             | Théo Herckenrath      |
| 1932 | Hoei               | Charles Mathieu          | Louis Willems            | Victor Cools          |
| 1931 | Dison              | Léon Louyet              | Polydore Goossens        | Fernand Cravillon     |
| 1930 | Péruwelz           | Godefried De Vocht       | Constant Dyzers          | Romain Gyssels        |
| 1929 | Péruwelz           | Georges Lemaire          | Odiel Van Eenoghe        | Gilbert Broeckaert    |
| 1928 | Hoei               | Émile Joly               | Marcel Houyoux           | Gerard Desmet         |
| 1927 | Binche             | Libor Van De Velde       | Maurits Raes             | Marcel Houyoux        |
| 1926 | Ligny              | Dieudonné Smets          | Jos Siquet               | Omer Taverne          |
| 1925 | [ 1 ]              | Gustaaf Van Slembrouck   | André Verbist            | Pierre Everaerts      |
| 1924 | [ 1 ]              | Hector Martin            | Charles Mondelaers       | Jan Mertens           |
| 1923 | [ 1 ]              | Adelin Benoît            | Maurice De Pauw          | Achille Vermandel     |
| 1922 | Spa                | Maurice De Pauw          | Maurice De Waele         | Marcel Clausse        |
| 1921 | Micheroux          | Edmond Van Huyneghem     | Léon Martin              | Alfons De Busschere   |
| 1920 | Waterloo           | Joseph Marchand          | Albert Jordens           | Alfons De Busschere   |
| 1919 | Ciney              | René Vermandel           | Fernand Sellier          | Edmond Van Huynegem   |
| 1918 | niet gereden       | niet gereden             | niet gereden             | niet gereden          |
| 1917 | niet gereden       | niet gereden             | niet gereden             | niet gereden          |
| 1916 | niet gereden       | niet gereden             | niet gereden             | niet gereden          |
| 1915 | niet gereden       | niet gereden             | niet gereden             | niet gereden          |
| 1914 | Dinant             | Armand Thewis            | René Vermandel           | Armand Lenoir         |
| 1913 | Philippeville      | Herman Braine            | Léon Despontin           | Gilles Laubenthal     |
| 1912 | [ 1 ]              | Alfons Lauwers           | Isidoor Méchant          | Emile Masson          |
| 1911 | Bastenaken         | Armand Lenoir            | August Benoit            | René Anno             |